# Ataque en la escuela de Peshawar de 2014
El ataque en la escuela de Peshawar de 2014 fue un atentado perpetrado el 16 de diciembre de 2014 por seis hombres armados, pertenecientes al Tehrik e Talibán Pakistán, todos ellos extranjeros, entre los que había un checheno, tres árabes y dos afganos, entraron en la escuela y abrieron fuego contra el personal y los niños de la escuela, matando a 149 personas, entre ellas 132 escolares de entre ocho y dieciocho años, convirtiéndose en la quinta masacre escolar más mortífera del mundo. Tomando al personal de la escuela y a sus estudiantes como rehenes. Más de 145 personas, mayormente niños y adolescentes entre los 10 y 18 años, fueron asesinadas, y 114 personas fueron heridas, e internadas en los hospitales de la ciudad.
Pakistán lanzó una operación de rescate llevada a cabo por las fuerzas especiales del Ejército de Pakistán (SSG), que mataron a los terroristas y rescataron a 960 personas.A largo plazo, Pakistán estableció el Plan de Acción Nacional para acabar con el terrorismo.
Según diversas agencias de noticias y comentaristas, la naturaleza y preparación del atentado fue muy similar a la de la Masacre de la escuela de Beslán ocurrida en la región de Osetia del Norte-Alania de la Federación Rusa en 2004.
Pakistán respondió a los atentados levantando su moratoria sobre la pena de muerte, destinando más recursos a la Guerra en el noroeste de Pakistán y autorizando a los tribunales militares a juzgar a civiles mediante una enmienda constitucional. El 2 de diciembre de 2015, Pakistán ahorcó a cuatro militantes implicados en la matanza de Peshawar. Otros dos militantes se habían suicidado poniéndose una bomba en la masacre. El cerebro del atentado, Omar Khorasani, fue asesinado en Afganistán el 7 de agosto de 2022 por una mina de carretera.El Tribunal Supremo de Pakistán confirmó las penas de muerte de otros dos condenados implicados en el atentado en el caso Said Zaman Khan contra la Federación de Pakistán el 29 de agosto de 2016.